# 131 هـ
131 هـ هي سنة في التقويم الهجري امتدت مقابلةً في التقويم الميلادي بين سنتي 748 و749.

## مواليد
- محمد بن الحسن الشيباني

## وفيات
- إبراهيم الإمام
- الزبير بن عدي
- عامر بن ضبارة
- نصر بن سيار الكناني
- واصل بن عطاء
- أيوب السختياني
- نصر بن سيار